# Nguyễn Mạnh Tường (vận động viên)
Nguyễn Mạnh Tường (sinh năm 1960) là một vận động viên bắn súng Việt Nam, sĩ quan Công an Nhân dân Việt Nam, quân hàm Thượng tá. Nguyễn Mạnh Tường đã nhiều lần đoạt vô địch quốc gia, giành nhiều huy chương vàng môn bắn súng tại Đại hội Thể thao Đông Nam Á cũng như tại giải vô địch bắn súng Đông Nam Á.
Ở SEA Games 22 năm 2003 được tổ chức tại Việt Nam, Nguyễn Mạnh Tường là vận động viên xuất sắc nhất Đại hội với 6 huy chương vàng. Năm 2002, tại Đại hội Thể thao châu Á lần thứ 14, Nguyễn Mạnh Tường (Busan, Hàn Quốc) đoạt huy chương đồng cá nhân. 2 năm sau, Nguyễn Mạnh Tường giành quyền tham dự Thế vận hội Mùa hè 2004 tại Athens, Hy Lạp